# The Osmonds
The Osmonds est un groupe américain de musique pop, formé par cinq frères en 1958 à Ogden dans l'Utah.

## Biographie

### Début de carrière

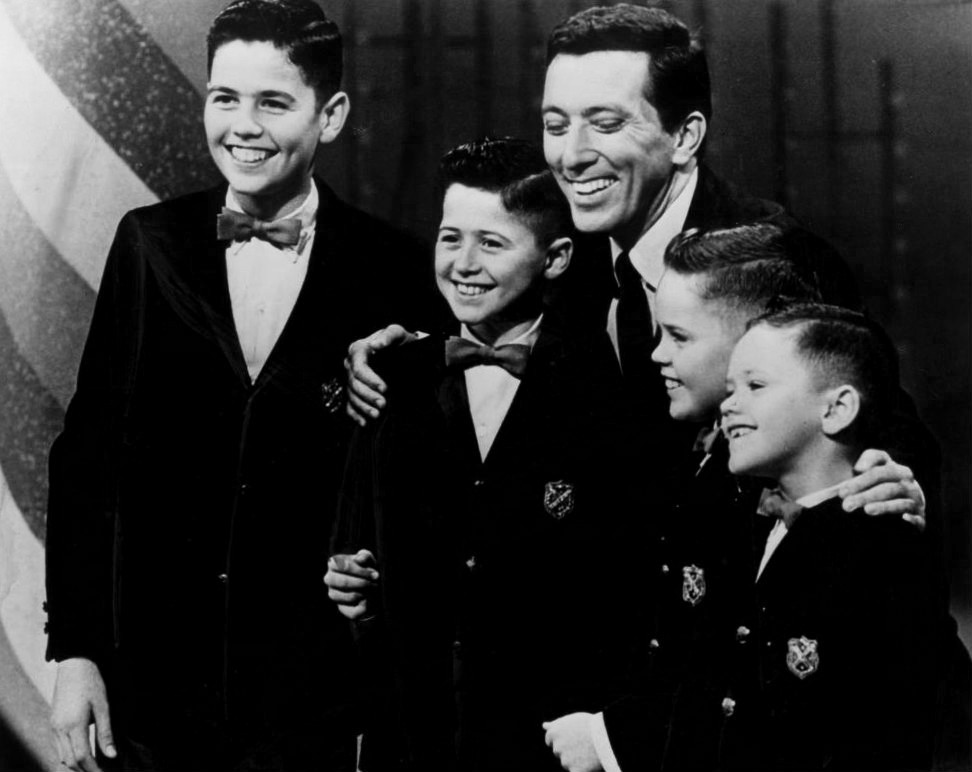
Les frères Alan, Wayne, Merrill et Jay Osmond entourant le chanteur Andy Williams en 1964.

Durant leur enfance, les frères Alan, Jay, Merrill et Wayne Osmond sont initiés au chant par leur père George Osmond. Ils grandissent à Ogden dans l'Utah et forment un quartet vocal de style barbershop en 1958. Ils se font connaître sous le nom de The Osmonds Brothers en se produisant dans les foires et les parcs d'attractions. Le groupe passe une audition pour apparaître dans une émission musicale, The Lawrence Welk Show (en), mais n'est pas retenu. Ils sont engagés par le parc Disneyland en Californie, où le père d'Andy Williams les découvre,.
À partir de 1962, ils sont régulièrement invités à se produire dans The Andy Williams Show (en), l'émission de variété hebdomadaire animée par le chanteur. Les quatre frères sont rejoints par le cadet Donny Osmond, alors âgé de six ans. Entre 1967 et 1969, après la déprogrammation du show d'Andy Williams, ils apparaissent dans une émission présentée par Jerry Lewis,.

### The Osmonds

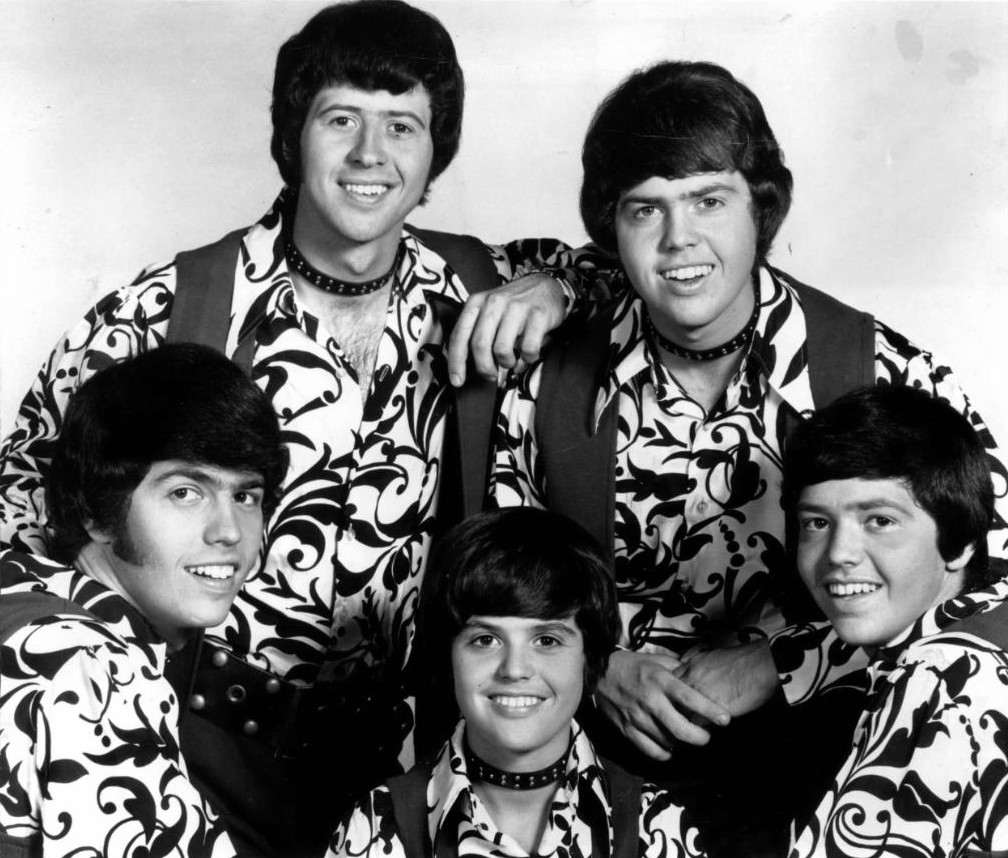
The Osmonds en 1971.

En 1971, le groupe est rebaptisé The Osmonds. Ils sont recrutés par MGM Records, qui cherche à imiter le succès rencontré par la Motown avec The Jackson Five. L'écriture de leurs chansons est confiée au compositeur George Jackson et le groupe enregistre aux Muscle Shoals studios avec le producteur Rick Hall (en). Leur premier single, One Bad Apple (en), atteint la 1re place du Billboard Hot 100 et est vendu à plus d'un million d'exemplaires. Surnommés « Os Bros » par la presse, ils enchaînent les hits au début des années 1970. Leurs cinq premiers albums sont certifiés « disque d'or ». Entre 1972 et 1974, ils sont représentés dans une série télévisée d'animation diffusée le samedi matin sur le réseau ABC. La même année paraît Love Me for a Reason, le dernier de leurs disques à atteindre le Top 10,. The Osmonds se séparent en 1980,.

### The Osmond Brothers
Au cours des années 1980, les membres fondateurs du groupe, Alan, Jay, Merrill et Wayne Osmond, effectuent un retour sous le nom de The Osmond Brothers et enregistrent des disques de musique country. Le groupe donne des concerts au Osmond Family Theater, ouvert en 1992 à Branson dans le Missouri,.

## Carrières solo

### Donny et Marie Osmond
Donny Osmond se lance dans une carrière en solo dès les années 1970. Sa reprise de Go Away Little Girl (en) se classe en tête du Hot 100 en septembre 1971. The Donny Osmond Album est édité la même année par MGM Records. Durant les années 1970, Donny Osmond enchaîne les succès et devient une idole des jeunes,. Bien que ne faisant pas officiellement partie du groupe, Marie Osmond est apparue à la télévision avec ses frères. À l'âge de 13 ans, elle commence à se produire en concert avec eux. Son premier single, une reprise de Paper Roses (en), est édité en 1973. Donny et Marie Osmond forment un duo à partir de 1974,.
De 1976 à 1979, ils présentent leur propre émission télévisée, baptisée Donny and Marie (en). La famille investit 2,5 millions de dollars afin de construire un studio de télévision à Orem, dans l'Utah. Lorsque le show est déprogrammé par ABC, ils doivent faire face à des difficultés financières.

## Récompenses
Depuis 2003, une étoile est dédiée au groupe sur le Walk of Fame d'Hollywood.

## Engagements
La famille Osmond revendique son appartenance au mormonisme. Le groupe permet à l'Église mormone d'utiliser son image. Durant leurs tournées, ils participent à des rencontres destinées à recruter des fidèles.

## Famille et vie privée
George et Olive Osmond sont les parents des membres du groupe et de leur sœur Marie. Le couple, qui fait partie de l'Église mormone, a au total neuf enfants. La famille s'établit en Californie au début des années 1960. Olive Osmond meurt en 2004 et son mari en 2007,.

## Discographie

### The Osmonds

#### Albums
- 1970 : Osmonds (MGM Records)
- 1971 : Homemade (MGM Records)
- 1971 : Phase III (MGM Records)
- 1972 : Crazy Horse (MGM Records)
- 1973 : The Plan (MGM Records)
- 1974 : Love Me for a Reason (MGM Records)
- 1975 : The Proud One (MGM Records)
- 1976 : Brainstorm (Polydor)

#### 45 tours
- Crazy horses / That's my girl
- Down by the lazy river / He's the light of the world
- Movie man / Traffic on my mind

#### Live
- 1972 : The Osmonds Live (MGM Records)
- 1975 : Around the World: Live in Concert (MGM Records)

#### Compilations
- 1977 : The Osmonds Greatest Hits (Polydor)

### The Osmond Brothers

#### Albums
- 1982 : The Osmond Brothers (Elektra)
- 1984 : One Way Rider (Warner Bros. Records)